# Ricketts
Ricketts és una població dels Estats Units a l'estat d'Iowa. Segons el cens del 2000 tenia 144 habitants.

## Demografia
Segons el cens del 2000, Ricketts tenia 144 habitants, 56 habitatges, i 39 famílies. La densitat de població era de 213,8 habitants/km².
Dels 56 habitatges en un 30,4% hi vivien nens de menys de 18 anys, en un 50% hi vivien parelles casades, en un 12,5% dones solteres, i en un 28,6% no eren unitats familiars. En el 23,2% dels habitatges hi vivien persones soles el 19,6% de les quals corresponia a persones de 65 anys o més que vivien soles. El nombre mitjà de persones vivint en cada habitatge era de 2,57 i el nombre mitjà de persones que vivien en cada família era de 3,03.
Per edats la població es repartia de la següent manera: un 31,9% tenia menys de 18 anys, un 7,6% entre 18 i 24, un 22,9% entre 25 i 44, un 12,5% de 45 a 60 i un 25% 65 anys o més.
L'edat mediana era de 38 anys. Per cada 100 dones de 18 o més anys hi havia 88,5 homes.
La renda mediana per habitatge era de 31.250 $ i la renda mediana per família de 36.250 $. Els homes tenien una renda mediana de 24.688 $ mentre que les dones 12.292 $. La renda per capita de la població era de 12.017 $. Entorn del 8,3% de les famílies i el 12,6% de la població estaven per davall del llindar de pobresa.

## Poblacions més properes
El següent diagrama mostra les poblacions més properes.